# 細鰭短吻獅子魚
細鰭短吻獅子鱼，为輻鰭魚綱鮋形目杜父魚亞目狮子鱼科的其中一種。分布於西北太平洋區的鄂霍次克海及日本海海域，身體圓短，頭大，身體細，體呈均勻的粉紅色，具有細小的棘；眼與腹膜銀色；腹部暗色，鰓裂延伸至胸鰭第一至第六鰭條，背鰭軟條57至62枚；臀鰭軟條50至55枚；脊椎骨62至67個，體長可達51公分，屬深海魚類，棲息在水深55至913公尺的水域，生活習性不明。

## 外部連結
- 細鰭短吻獅子魚的圖片[永久]